# Varol Sahin
Varol Sahin (* 1985 in Ankara) ist ein deutscher Schauspieler türkischer Herkunft.

## Leben
Varol Sahin wurde in der Türkei geboren und stammt aus einer Arbeiterfamilie. In seinen ersten Lebensjahren wurde er von seiner Mutter erzogen, da der Vater in Deutschland arbeitete. Später kam Sahin im Rahmen des Familiennachzugs nach Deutschland und lebte mit seiner Familie in Berlin-Kreuzberg.
Sein Schauspielstudium absolvierte er von 2010 bis 2012 an der Film Acting School Cologne in Köln, wo er u. a. Unterricht bei Thomas Jahn, Marc Hertel, Stefan Gebelhoff, Arndt Schwering-Sohnrey und Antje Lewald erhielt. Außerdem besuchte er Meisterklassen und Workshops für Schauspieler in Berlin, New York und Los Angeles.
Sahin wirkte zunächst in einigen Kurzfilmen mit. Ab 2014 folgten erste schauspielerischen Arbeiten für das Fernsehen, zunächst mit einer Episodenhauptrolle in der Sat.1-Produktion In Gefahr – Ein verhängnisvoller Moment (2014), später mit verschiedenen Episodennebenrollen in der RTL-Fernsehserie Gute Zeiten, schlechte Zeiten, wo er an der Seite von Daniel Fehlow, Vincent Krüger, Giovanni Arvaneh und Felix von Jascheroff spielte.
Von Oktober 2018 bis März 2019 hatte er eine der Hauptrollen in der Sat.1-Produktion Alles oder nichts. In seiner ersten TV-Hauptrolle verkörperte er den zielstrebigen und loyalen Tarek Alici, den persönlichen Assistenten eines schwerreichen Bauunternehmers und Frauenschwarm.
Von Juli 2019 (Folge 2917) bis April 2020 (Folge 3105) gehörte Sahin zum Hauptcast der ARD-Telenovela Rote Rosen. Er verkörperte den ehrgeizigen türkischstämmigen Cem Ergün, den Sohn eines Taxifahrers aus Itzehoe, dessen Traum es ist, eine eigene Bäckerei-Kette mit hochwertigen Produkten zu gründen. In der ZDF-Reihe Kreuzfahrt ins Glück spielte er in der Weihnachtsfolge 2021 den jungen Bräutigam Alex Busch.
Sahin lebt in Berlin. Er hat zwei Töchter.

## Filmografie (Auswahl)
- 2014: In Gefahr – Ein verhängnisvoller Moment (Fernsehserie, Episodenhauptrolle)
- 2014; 2017: Gute Zeiten, schlechte Zeiten (Fernsehserie, Episodenrollen)
- 2018–2019: Alles oder nichts (Fernsehserie, Serienhauptrolle)
- 2019: Hollywoodtürke (Kinofilm)
- 2019–2020: Rote Rosen (Fernsehserie, Serienhauptrolle)
- 2021: Kreuzfahrt ins Glück: Hochzeitsreise in die Toskana (Fernsehreihe, Episodenhauptrolle)
- 2023: Ein Sommer auf Kreta (Fernsehreihe, Episodenhauptrolle)